# Abborrtjärnen (Grythyttans socken, Västmanland, 662253-142839)
Abborrtjärnen är en sjö i Hällefors kommun i Västmanland och ingår i Göta älvs huvudavrinningsområde.